# Теорема Адамара — Картана
У математиці теорема Картана — Адамара — це твердження в рімановій геометрії щодо структури повних ріманових многовидів недодатної секційної кривини. Теорема стверджує, що універсальне покриття такого різноманіття дифеоморфне евклідовому простору через експоненціальне відображення в будь-якій точці. Вперше це довів Ганс Карл Фрідріх фон Мангольдт для поверхонь у 1881 році та незалежно Жак Адамар у 1898 році. Елі Картан узагальнив теорему на ріманові многовиди у 1928 році. Далі теорема була узагальнена на широкий клас метричних просторів Михайлом Громовим у 1987 році; докладні докази були опубліковані Баллманом (1990) для метричних просторів неподатної кривини та Александером і Бішопом (1990) для загальних локально опуклих метричних просторів.

## Формулювання
Теорема Картана — Адамара стверджує, що простір універсального накриття зв'язаного повного ріманова многовиду недодатної секційної кривини діффеоморфне евклидовому простору. Щобільше, експоненційне відображення в будь-якій точці є дифеоморфізмом.

## Значимість
Теорема Картана — Адамара надає приклад локально-глобальної відповідності в римановій і метричній геометрії: а саме, локальна умова (недодатна кривина) і глобальна умова (проста зв'язність) разом означають сильну глобальну властивість (скорочуваність).); або в рімановому випадку дифеоморфізм з R'n.
Метрична форма теореми демонструє, що багатогранний комірковий комплекс з не додатною кривою є асферичним. Цей факт має вирішальне значення для сучасної геометричної теорії груп.